# Suaeda australis
Suaeda australis es una especie de planta halófita perteneciente a la familia Amaranthaceae.

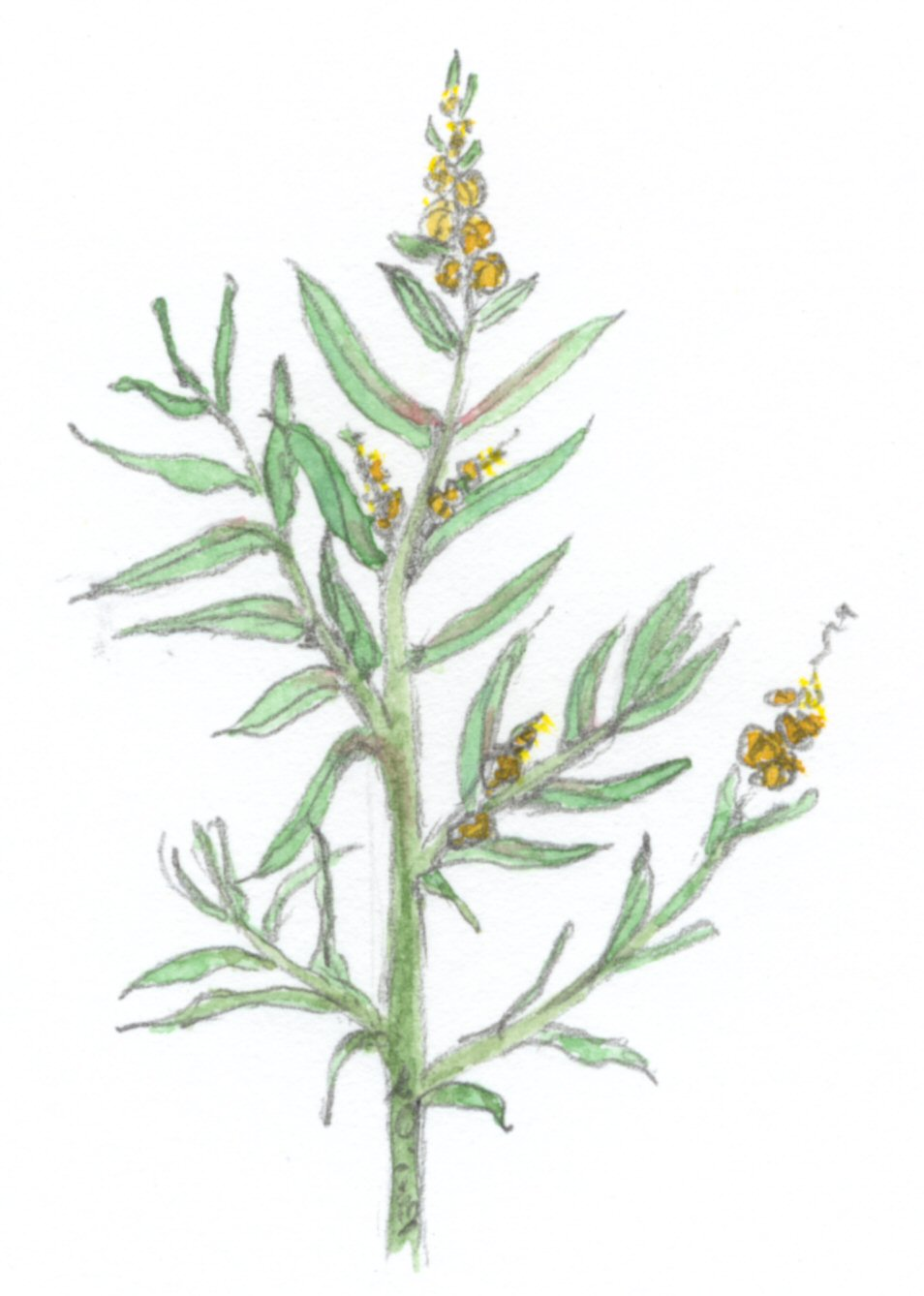
Ilustración

## Hábitat
Es una planta nativa de Australia. En los estados de Queensland, Nueva Gales del Sur, Victoria, Tasmania, Australia del Sur y el suroeste de Australia Occidental. La especie se encuentra en las costas o estuarios en la costa o en zonas salinas.

## Descripción
Es una planta que alcanza entre 0,1 y 0,9 metros de altura, con un hábito de ramificación que se produce a partir de la base. Las hojas son de hasta 40 mm de longitud y son suculentas, lineares y aplanadas. Son de color verde a rojo-púrpura.

## Taxonomía
Suaeda australis fue descrito por (R.Br.) Moq.  y publicado en Annales des Sciences Naturelles 23: 318. 1831.
Etimología
Suaeda: nombre genérico que proviene de un antiguo nombre árabe para la especie Suaeda vera y que fue asignado como el nombre del género en el siglo XVIII por el taxónomo Peter Forsskal.
australis: epíteto latino  que significa "del sur.
Sinonimia
- Chenopodium australe R.Br.
- Chenopodium insulare J.M.Black
- Chenopodina australis (R.Br.) Moq.
- Lerchia maritima var. australis (R.Br.) Kuntze
- Schoberia australis (R.Br.) Steud.
- Suaeda maritima var. australis (R.Br.) Domin